# NGC 5826
NGC 5826 (другие обозначения — NGC 5870, UGC 9725, MCG 9-25-16, ZWG 274.17, IRAS15053+5540, PGC 53949) — линзообразная галактика (S0) в созвездии Дракон.
Этот объект занесён в новый общий каталог несколько раз, с обозначениями NGC 5826, NGC 5870.
Этот объект входит в число перечисленных в оригинальной редакции «Нового общего каталога».